# Pandalus borealis
Il gamberetto boreale (Pandalus borealis Krøyer, 1838) è una specie di gamberetto che abita le zone fredde dell'oceano Atlantico .
Vengono usati anche altri nomi volgari, tra cui gambero rosa, gambero di acque profonde, gambero d'alto mare, grande gamberetto boreale, crevette nordica e gamberetto settentrionale, ma ai fini commerciali è consentito solo il nome "gamberetto boreale".
È molto importante per la pesca commerciale e, essendo molto richiesto, è soggetto a cattura intensiva.

## Distribuzione e habitat
Vive in acque fredde nell'Atlantico del nord (come le coste della (Groenlandia, Islanda, Norvegia, Danimarca, Irlanda e isole Britanniche e Canada) con temperatura tra 0 e 9 gradi Celsius e a profondità fino a 400 metri.

## Biologia
Questa specie è ermafrodita; i gamberetti nascono maschi e dopo un anno i due testicoli diventano ovaie e finiscono la vita come femmine.

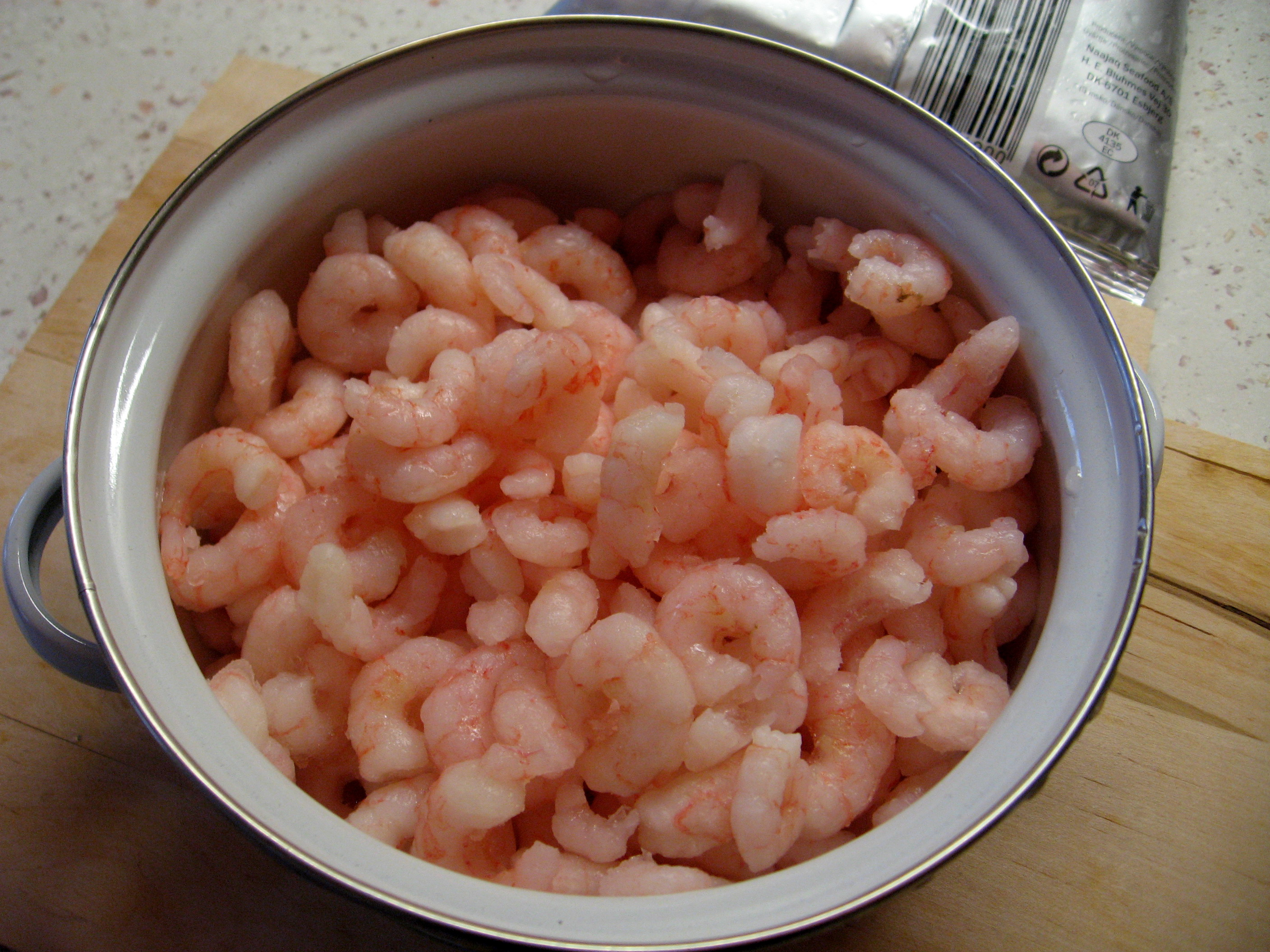
Un tegame con gamberetti sgusciati